# Holy Nothing
 (mars 2022).
Holy Nothing est un groupe de musique électronique portugais, originaire de Porto. Formé en 2013 par Pedro Rodrigues, Nelson Silva et Samuel Gonçalves, le  groupe compte deux albums et un EP. Le trio mélange des rythmes tropicaux avec des sons industriels, des synthétiseurs et des boîtes à rythmes dans leur production musicale, générant une électronique non conventionnelle.

## Biographie
Le trio se réunit dans la ville de Porto, mais au début du groupe, les membres se trouvaient à différents endroits du monde : Nelson Silva était à Porto, Pedro Rodrigues aux Pays-Bas, et Samuel Gonçalves au Chili, ayant effectué le travail musical initial par ordinateur. En 2013, ils sortent les premiers singles du projet : Given Up et Nothing is Fun, qui précèdent la sortie de leur premier EP Boundaries, sorti en 2014, fruit des démos réalisées pendant la période où ils étaient séparés.
En 2015, le groupe débute avec son premier album, Hypertext publié par les maisons d'édition Turbina et CulturaFNAC de Porto. L'album, acclamé par la critique, est à l'origine de l'arrivée de Holy Nothing à l'affiche de festivals majeurs à travers le monde, comme le SXSW, à Austin, États-Unis (2016), l'Eurosonic, aux Pays-Bas (2017), le Waves Vienna, en Autriche et l'Iceland Airwaves, à Reykjavik, capitale de l'Islande, tous deux en 2018. En dehors, le groupe a également joué sur d'importantes scènes nationales, comme au NOS Primavera Sound, au Vodafone Paredes de Coura, au Vodafone Mexefest, aux Bons Sons, au PartySleepRepeat, au Cais à Noite et aux Jameson Urban Routes.
Les performances live du groupe sont enrichies par les arts visuels et les jeux de lumière des artistes portugais Bruno Albuquerque, João Pessegueiro et Rui Monteiro. Pour l'année 2019, ils prévoient la sortie de leur deuxième album Plural Real Animal, un album marqué par la collaboration avec plusieurs artistes internationaux et nationaux, tels que BaianaSystem et Moullinex...

## Membres
- Pedro Rodrigues — chant, boîte à rythmes
- Samuel Gonçalves — guitare basse, batterie
- Nelson Silva — synthétiseur, batterie

## Discographie

### Albums studio
- 2015 : Hypertext
- 2019 : Plural Real Animal

### EP
- 2014 : Boundaries

### Singles
- 2013 : Given Up
- 2013 : Nothing is Fun
- 2017 : Speed of Sound
- 2017 : Home (avec Muhaisnah Four)
- 2018 : Underdog

### Clips
- 2013 : Nothing is Fun
- 2014 : Zebra
- 2014 : Cumbia
- 2015 : Mind
- 2015 : Rely On
- 2016 : Dusk
- 2017 : Speed of Sound
- 2017 : Home
- 2018 : Underdog